# Buddha Sounds (álbum)
Buddha Sounds es el aclamado primer álbum del productor Argentino Seoan, publicado en 2002.  

## Lista de temas
1. Search Is Over (Original Edit) - Eli Kazah
2. Aldala (Andaluz Mix) - Amira Alaf
3. You Are The Sunshine (Vocal Mix) - Lazy Action
4. Juice (Alex's Remix) - Deep B.
5. Tibet's Sun (Buddha Edit) - Biyaba
6. Return Home (Tee2 Remix) - Eli Kazah
7. Myati (Deep Sounds Edit) - Orleya
8. Mope Okerh (Soviet Remix) - Zoia Vitkovskaia
9. Into The Universe (Eternal Dub Mix) - Freedom Dub
10. Kashmir Ju-Ju (Kevin's Abstract Mix) - First Street
11. "Sanctis (Paul's Remix) - Le Griser
12. Ishtar (Original Mix)
13. Deep Stuff (Part II) - Mariscal Foch
14. Miracle City (Overground Mix) - Love Reprise